# Бялашево (Подляское воеводство)
Бялашево (пол. Białaszewo) — деревня в Граевском повете Подляского воеводства Польши. Входит в состав гмины Граево. По данным переписи 2011 года, в деревне проживало 399 человек.

## География
Деревня расположена на северо-востоке Польши, на расстоянии приблизительно 16 километров (по прямой) к югу от города Граево, административного центра повета. Абсолютная высота — 119 метров над уровнем моря. К востоку от Бялашево проходит национальная автодорога 65.

## История
Деревня была основана в первой половине XVI века. В 1827 году Бялашево относилось к Щучинскому повету Подляского воеводства. В то время в деревне насчитывалось 20 домов и 121 житель.
Согласно «Списку населенных мест Ломжинской губернии», в 1906 году в деревне Бялашево проживало 427 человек (197 мужчин и 230 женщин). В конфессиональном отношении большинство население деревни составляли католики (409 человек), остальные — евреи. В административном отношении деревня являлась центром гмины Бялашево Щучинского уезда.
В период с 1975 по 1998 годы деревня являлась частью Ломжинского воеводства.

## Достопримечательности
- Костёл Святого Станислава Щепановского, 1954—1962 гг.